# Kiev 88
 (juin 2020).
Si vous disposez d'ouvrages ou d'articles de référence ou si vous connaissez des sites web de qualité traitant du thème abordé ici, merci de compléter l'article en donnant les références utiles à sa vérifiabilité et en les liant à la section « Notes et références ».
Le Kiev 88 (ainsi que son évolution, le Kiev 88CM) est un appareil photographique moyen format produit par Arsenal à Kiev, en Ukraine. Son coût de production étant très bas, il est généralement considéré comme une alternative à très bas prix à d'autres systèmes moyen-formats bien plus coûteux, particulièrement la série 500 de Hasselblad.

## Caractéristiques
On peut considérer le Kiev 88 comme un système moyen-format modulaire complet : en effet, tous ses éléments sont interchangeables et le nombre d'accessoires disponibles rivalise avec des marques telles que Hasselblad (la qualité de production faisant la différence).
Il permet de produire des images 6x6cm ou 6x4,5cm (selon le dos choisi) sur du film en rouleau de type 120. Son obturateur à rideaux et le relevage de son miroir à la prise de vue, tous deux de grande taille, provoquent d'importantes vibrations en plus d'un bruit peu discret : il est conseillé d'utiliser cet appareil sur trépied.
Les éléments suivants peuvent être interchangés :
- Le dos : 6x6, 6x4,5, Polaroid, panoramique sur film 120, verre de mise au point.
- Le boîtier : Kiev 88, Kiev 88CM.
- Les objectifs
- Sur le verre de visée : prisme (avec ou sans mesure de la lumière), capuchon de visée, loupe de mise au point.

## Historique et modèles
Le fabricant derrière tous les appareils photos de la série Kiev (dont le Kiev 60) est la société d'état Ukrainienne Arsenal, basée à Kiev. Son but premier n'est pas la production de matériel photographique: la majeure partie de sa production est en effet militaire.
Le Kiev 88 est le dernier modèle d'une série commencée en 1957 avec le Salyut. Cet appareil photo avait une conception interne très proche du Hasselblad 1600 - certains disent [Qui ?]qu'il s'agirait tout simplement d'un plagiat. En effet, l'Ukraine était à l'époque une des républiques composant l'Union soviétique : la décision de produire cet appareil avait plus à voir avec la politique qu'autre chose (le monde soviétique se devait de fabriquer des appareils de prestige pour ses photographes professionnels, afin de contrer la réputation de marques "capitalistes" telles que Hasselblad, Zeiss ou autres Rollei). D'autres disent que ces 2 appareils proviennent d'un même prototype allemand trouvé par les armées alliées à la fin de la Seconde Guerre mondiale, l'origine est donc pour le moins floue[réf. nécessaire].
Le Hasselblad 1600 a été rapidement abandonné par Hasselblad, pour des problèmes de conception dus au choix d'un obturateur à rideaux (même si Hasselblad est revenu plus tard sur ce choix). Arsenal a choisi de continuer dans cette voie, même si la fiabilité posait problème : en 1972, ils sortent le Salyut S, un modèle amélioré avec une nouvelle monture d'objectifs (dite "monture-B"). En 1975, ils introduisent sur le marché une nouvelle évolution, le Kiev 80 : la vitesse d'obturation maximum est plus basse (1/1000 s au lieu de 1/1500 s) mais la fiabilité est meilleure.
Enfin, en 1983, le Kiev 88 est enfin introduit (améliorations diverses dans la conception) et devient le modèle le plus connu et le plus utilisé de la série.
Plus récemment, Arsenal a introduit un modèle amélioré, le Kiev 88CM. Malgré l'apparence anodine du changement de nom, il s'agit d'une évolution majeure : la fiabilité a été grandement améliorée, un nouveau dos film a été introduit (même si les anciens restent compatibles) et surtout la monture d'objectif a totalement changé : elle est compatible avec les objectifs de meilleure qualité prévus pour le Pentacon Six (elle est appelée "monture C", d'où le nom CM="C-Mount"), dont ceux produits par Carl Zeiss Jena.

## Russe ou ukrainien?
Le Kiev 88 est produit en Ukraine, mais on entend souvent dire qu'il s'agit d'un appareil photo russe. En fait, la décision de sa création remonte à une époque où l'Ukraine n'existait pas en tant que pays indépendant. Les décideurs étaient russes et considéraient l'Ukraine comme russe. Par abus de langage, cette appellation est restée.
On peut donc considérer cet appareil comme soviétique, vu que son histoire est très liée à cette période, même si le Kiev 88CM est encore produit.

## Fiabilité
Le bas prix du Kiev 88 ne s'obtient qu'aux dépens d'une conception assez hasardeuse. De fait, la réputation de cet appareil est ce qui fait peur à de nombreuses personnes tentées par un système complet pour une fraction du prix qu'il faudrait normalement dépenser. La peur principale est que l'appareil se casse après quelques films seulement, ou même avant d'avoir pris une seule image.
Ils sont plus fragiles que leurs équivalents de l'ouest. Mais la majorité marche pendant des années sans problème, pour autant que l'on fasse attention lors de l'achat puis de l'utilisation.
Les défauts que l'on peut rencontrer sont :
- Des poussières ou poils dans les objectifs.
- Des fuites de lumière (soit dans le dos film, soit dans le boîtier, soit dans l'objectif).
- Des réflexions internes dans le boîtier dues à un mauvais traitement des surfaces métalliques.
- Un espace inter-image incorrect sur la pellicule.
- Vitesses d'obturation incorrectes ou qui ne marchent pas.
- Diaphragme de l'objectif ayant une forme « exotique » ou alors n'arrivant pas à fermer au-delà d'une certaine ouverture.
- Le cuir qui recouvre le boîtier se décollant par endroits.
- Une odeur de graisse industrielle prononcée, surtout dans certains objectifs.

Il y a des choses à ne jamais faire, telle que changer la vitesse d'obturation avant d'avoir avancé le film vers la prochaine vue.

## Montures d'objectif
À l'origine, le Kiev 88 avait une monture propriétaire, dite monture-B. Le choix d'un objectif était alors simple.
En ex-Allemagne de l'est (RDA), un autre appareil photo moyen-format était développé par VEB Pentacon à Dresde : il s'agit du Pentacon Six, prenant lui aussi des photos 6x6 et ayant sa monture propriétaire. Ses objectifs (produits entre autres par Carl Zeiss Jena) avaient la réputation d'être les meilleurs dans le bloc soviétique. De nombreux photographes auraient voulu pouvoir utiliser ces objectifs avec un système moins figé que le Pentacon Six, tel que le Kiev 88.
Quand Arsenal a introduit son Kiev 60 (un modèle similaire au Pentacon Six), ils ont décidé de ne pas utiliser leur monture-B, mais de créer à la place une nouvelle monture (la C) qui serait compatible (mais sans en être une réplique exacte) avec le Pentacon Six. La plupart des objectifs Carl Zeiss Jena étaient utilisables avec le Kiev 60 (mais certains demandaient une petite adaptation). De plus, Arsenal a dupliqué toute sa gamme d'objectif pour le Kiev 88 vers une monture-C. Cette monture devenait de plus en plus attirante car elle offrait un vaste choix d'objectifs, dont certains de très haut niveau.
Avant l'introduction du Kiev 88CM, des revendeurs se sont mis à offrir des modèles modifiés du Kiev 88 avec une monture totalement compatible avec le Pentacon Six. En créant ce Kiev 88CM, Arsenal n'a toujours pas offert une réplique parfaite de la monture du Pentacon Six, mais sa monture-C plus limitée. A nouveau des revendeurs ont offert la possibilité d'améliorer cette monture pour la rendre totalement compatible.

## Modifications et revendeurs
Dans le milieu des années 1990, cet appareil a gagné une certaine popularité à l'ouest, entre autres grâce à la propagation d'Internet permettant d'acheter directement dans des ex-pays du bloc soviétique.
Avec ce phénomène, de nombreux revendeurs sont apparus. Certains non seulement vendaient les Kiev 88/88CM, mais aussi les amélioraient. Il est difficile de décrire ici toutes les modifications possibles, cela dépend du revendeur. Mais au-delà des changements de monture décrits précédemment, on peut citer :
- Vérification des différents éléments internes de l'appareil (pour compenser le peu de contrôles d'usine) et réparation en cas de problème détecté.
- Ajout de traitement interne mat, pour éviter des réflexions parasites.
- Installation d'une fonction permettant de remonter le miroir avant la prise de vue.
- Avance plus rapide du film
- Ajout sur le boîtier d'un cuir de meilleure qualité.
- etc.

Certains revendeurs remplacent la plaque portant le nom « Kiev » par leur nom (Arax par exemple), ce qui peut prêter à confusion.